# クルト・エクウィルツ
- クルト・エクウィルツ
- クルト・エクヴィルツ
- クルト・エクィルツ

クルト・エクヴィルツまたはクルト・エクウィルツ（Kurt Equiluz, 1929年6月13日 - 2022年6月20日）は、オーストリアのテノール歌手。
ウィーンの生まれ。ウィーン少年合唱団のアルト・ソロで音楽の経験を積み、ウィーン音楽アカデミーでアドルフ・フォーゲルに師事。1945年からウィーン・アカデミー室内合唱団に所属した。1957年、ウィーン国立歌劇場で上演されたモーツァルトのオペラ《後宮からの誘拐》にペドリッロ役として参加し成功を収め、以降ウィーンを中心にテノール歌手として活動するようになった。
J.S.バッハの宗教曲のソリストとして、ニコラウス・アーノンクールやヘルムート・リリング等との録音でも知られる。1971年からグラーツ音楽院の声楽科教授となり、1982年には母校のウィーン国立音楽大学（旧称・ウィーン音楽アカデミー）の教授となった。